# コウノトリファンクラブ
コウノトリファンクラブは兵庫県を拠点に人と自然が共生する地域社会の実現をめざす「コウノトリの野生復帰」を支援する市民グループ。兵庫県但馬県民局に事務局を置く。

## 概要
2004年12月、俳優で日本野鳥の会の会長を務める柳生博を会長とするコウノトリファンクラブが発足した。2005年9月に第3回コウノトリ未来・国際かいぎとともに兵庫県立コウノトリの郷公園で行われたコウノトリ自然放鳥式典では山階鳥類研究所総裁等を務める秋篠宮文仁親王・紀子妃、井戸敏三兵庫県知事、河合隼雄文化庁長官とともに柳生も出席し、飼育してきた5羽のコウノトリを放鳥した。
2006年に豊岡市大磯の円山川河川敷で実施された放鳥1周年記念フォーラムでのコウノトリの放鳥式典や、2009年に但東町唐川地区で兵庫県立コウノトリの郷公園10周年記念として行われた自然放鳥式典においても、柳生の手によって放鳥が行われた。人工巣塔の整備にも取り組んでおり、兵庫県豊岡市百合地、河谷（こうだに）地区、出石町三木（みつぎ）に人工巣塔を寄贈している。
主な活動内容としては放棄田の復田化、ビオトープ化や水田魚道、人工巣塔の整備など自然環境の保全及び再生活動。また、水田や河川で暮らす生きもの調査および再生などのボランティア活動。コウノトリの目撃情報の収集および情報発信などである。
2006年2月現在、会員数1060人、40団体から構成されている。
初代会長を務めた柳生博は2022年4月16日、老衰のため死去（85歳没）。

## 活動内容
- 自然環境の保全・再生を支援し、野生復帰をめざす地域の取り組みを応援
- ボランティア活動や環境学習
- コウノトリ目撃情報の収集
- 野生復帰活動の情報発信
- 野生復帰への意見・提案募集
- ファンクラブのつどい

## 沿革
- 2004年（平成16年）12月 - コウノトリファンクラブ発足
- 2005年（平成17年）9月 - 兵庫県立コウノトリの郷公園で行われたコウノトリ自然放鳥式典に参加
- 2006年（平成18年）2月24日 - 兵庫県豊岡市百合地に人工巣塔を寄贈
- 2006年（平成18年）3月 - 河谷（こうだに）地区に人工巣塔を寄贈
- 2006年（平成18年）9月23日 - 円山川河川敷で、1周年記念フォーラム、コウノトリの放鳥式典に参加。3羽を放鳥
- 2007年（平成19年）3月 - 出石町三木（みつぎ）に人工巣塔を寄贈
- 2009年（平成21年）10月31日 - 豊岡市但東町の唐川地区で開園10周年を迎える記念としてコウノトリの試験放鳥に参加。2羽を放鳥

## 事務局
- 兵庫県豊岡総合庁舎（兵庫県但馬県民局・コウノトリ翔る地域づくり担当）
- 兵庫県豊岡市幸町7番11号